# Панпіньї
Панпіньї (фр. Pampigny) — колишня громада  в Швейцарії в кантоні Во, округ Морж. 2021 року громади Апль, Бюсі-Шардоне, Котан, Панпіньї, Ревероль і Севері об'єдналися в громаду Отморж.

## Географія
Громада розташована на відстані близько 90 км на південний захід від Берна, 17 км на захід від Лозанни.
Панпіньї має площу 11,1 км², з яких на 5% дозволяється будівництво (житлове та будівництво доріг), 57,6% використовуються в сільськогосподарських цілях, 36,6% зайнято лісами, 0,7% не є продуктивними (річки, льодовики або гори).

## Демографія
2019 року в громаді мешкало 1103 особи (+11,5% порівняно з 2010 роком), іноземців було 13,4%. Густота населення становила 99 осіб/км².
За віковим діапазоном населення розподілялося таким чином: 22,8% — особи молодші 20 років, 63,3% — особи у віці 20—64 років, 14% — особи у віці 65 років та старші. Було 447 помешкань (у середньому 2,5 особи в помешканні).
Із загальної кількості 302 працюючих 72 було зайнятих в первинному секторі, 78 — в обробній промисловості, 152 — в галузі послуг.